# راندي ساندرز
راندي ساندرز (بالإنجليزية: Randy Sanders)‏ هو لاعب كرة قدم أمريكية أمريكي، ولد في 22 سبتمبر 1965 في موريستاون في الولايات المتحدة.